# Scatella discalis
Scatella discalis är en tvåvingeart som beskrevs av Wirth 1955. Scatella discalis ingår i släktet Scatella och familjen vattenflugor. Inga underarter finns listade i Catalogue of Life.